# Leslie Carter
Leslie Barbara Carter, verheiratete Ashton (* 6. Juni 1986 in Tampa; † 31. Januar 2012 in Westfield, Chautauqua County, New York), war eine US-amerikanische Pop-Sängerin.

## Leben und Wirken
Leslie Carter wurde Ende der 1990er-Jahre als Schwester der Teenie-Idole Nick (Backstreet Boys) und Aaron Carter bekannt. 1999 erhielt sie einen Plattenvertrag bei DreamWorks Records und begann an ihrem Debüt-Album zu arbeiten. Im April 2001 veröffentlichte sie ihre erste Single, den Bubblegum-Pop-Song Like Wow!. Das Lied konnte sich eine Woche in den Billboard-Charts auf Position 99 halten und wurde auch im Soundtrack des Films Shrek sowie in der US-Version des Videospiels Donkey Konga verwendet. Das gleichnamige Album wurde kurz vor Erscheinen durch ihr Musiklabel abgesagt und niemals offiziell veröffentlicht; Carter verlor bald darauf auch ihren Plattenvertrag.
Erst ab Dezember 2005 war sie dann wieder musikalisch tätig, inzwischen im Bereich Pop-Rock. 2006 wurde sie Teil der Band The Other Half, welche bis 2009 bestand. Ende 2006 spielte sie in der Doku-Soap House of Carters mit. 2008 heiratete sie und zog nach Toronto, 2011 wurde sie Mutter einer Tochter.
Am 31. Januar 2012 wurde Carter im Haus ihres Vaters in Mayville im Bundesstaat New York bewusstlos aufgefunden, ins Krankenhaus Westfield eingeliefert und dort, im Alter von 25 Jahren, für tot erklärt. Nach Polizeiberichten starb sie an einer Medikamentenüberdosis; angeblich hatte sie zuvor längere Zeit an Medikamentenabhängigkeit gelitten. Leslie Carter wurde in Chautauqua beerdigt.